# Полен, Тьерри
Тьерри Полен (фр. Thierry Paulin; 28 ноября 1963 — 16 апреля 1989) — французский серийный убийца, жертвами которого по версии следствия стали от 18 до 21 пожилых женщин, которые были убиты им и его сообщниками в период с 5 октября 1984 года по 27 ноября 1987 года на территории города Париж. Сам Тьерри Полен после ареста признался в совершении 21 убийства. Все преступления были совершены Полеином на территории района Парижа под названием Монмартр, благодаря чему он получил прозвище «Монстр из Монмартра» (франц.:"Le monstre de Montmartre")

## Биография
Тьерри Полен родился 28 ноября 1963 года в городе Фор-де-Франс на территории Мартиники. На момент рождения Тьерри его матери было всего лишь 16 лет. После рождения ребёнка, отец Полена бросил его и его мать на попечение своей собственной матери, после чего покинул остров и перебрался во Францию. Детство Тьерри Полен провёл в Форт-де-Франс и в основном воспитывался бабушкой по отцовской линии, так как его мать после ухода его отца, вышла замуж за другого человека и родила ещё двух детей. Будучи подростком Тьерри начал проявлять девиантное поведение. Обладая высоким ростом и атлетическим телосложением, он подвергал физическим нападкам других детей в школе и округе, благодаря чему подвергался дисциплинарным взысканиям в школе и арестам полицией. В конце 1970-х мать и бабушка Полена связались с его отцом, который после их угроз о подаче в суд иска о взыскании с него алиментов, согласился забрать сына к себе в Париж. После переезда Полен не смог социально адаптироваться в городе. Он был вынужден посещать школу, где в основном учились дети белой расы. В этот период Полен осознал свою гомосексуальность и стал подвергаться расовой дискриминации и физическим нападкам со стороны одноклассников. Испытывая психологический дискомфорт, Тьерри потерял интерес к учебному процессу и начал злоупотреблять прогулами. В 1980 году, из-за хронической неуспеваемости Полен бросил школу незадолго до окончания 11-го класса, после чего завербовался на военную службу в Вооружённые силы Франции. Он был зачислен в Воздушно-космические силы Франции, однако не пользовался популярностью среди сослуживцев из-за своей расовой принадлежности и гомосексуальной ориентации. .
14 ноября 1982 года он ограбил пожилую женщину в продуктовом магазине, угрожая ей ножом. После ареста он признал свою вину, выразил раскаяние в содеянном, вследствие чего в июне 1983 года суд проявил к нему снисхождение и Тьерри Полен был осужден условно. После осуждения он был уволен из Вооружённых сил Франции и некоторое время вёл бродяжнический образ жизни, зарабатывая на жизнь работой поденщика. В начале 1984 года Тьерри узнал, что его мать также покинула Мартинику и поселилась со своими детьми от второго брака на территории одного из западных пригородов Парижа. Полен пытался восстановить отношения с матерью, однако это ему не удалось и его мать в конечном итоге отказалась предоставить ему место для жилья в своём доме, после чего Полен устроился официантом в ночном клубе «Paradis Latin», который был известен своими представлениями в стиле «дрэг-квин». Обладая эффектной внешностью и выраженной харизмой, Тьерри вскоре получил предложение принять участие в шоу, после чего он начал карьеру артиста. Он выступал в шоу трансвеститов, исполняя песни своей любимой певицы Эрты Китт.
В середине 1984 года на территории ночного клуба Тьерри Полен познакомился с 19-летним Жаном-Тьерри Матюреном, выходцем с Французской Гвианы, который страдал наркотической зависимостью и имел в клубе репутацию мелкого наркодилера. Вскоре между Поленом и Жаном-Тьерри Матюреном начались романтические отношения, после чего они стали любовниками. Под влиянием Матюрена, Полен начал употреблять наркотические средства и к концу 1984 года также приобрёл наркотическую зависимость. Большую часть своего свободного времени Полен и Матюрен проводили в ночных клубах Парижа, где вели экстравагантный образ жизни, употребляя кокаин и алкогольные напитки в больших количествах. Вследствие наркотической зависимости материальные затраты Полена и Матюрена на приобретение наркотиков возросли до нескольких сотен франков в день, после чего Тьерри Полен принял решение совершить серию ограблению квартир, где проживали пожилые женщины, которые в силу своего возраста и проблем со здоровьем были подвержены большой виктимности и не могли оказать серьёзного сопротивления преступникам.

## Первая серия убийств
Серия убийств началась 5 октября 1984 года в Париже когда Полен и Матюрен совершили нападение на двух женщин, в результате которого 91-летняя Жермен Петито выжила, а 83-летняя Анна Барбье-Понтюс была убита. Во время совершения убийства Тьерри Полен похитил у жертвы 300 франков, после чего избил и задушил её с помощью подушки. В период с октября по 12 ноября 1984 года действуя по той же схеме Тьерри Полен и Жан-Тьерри Матюрен совершили ещё восемь убийств пожилых женщин, сопряжённых с ограблением на территории Парижа в районе Монмартр. В конце ноября Полен и Матюрен покинули Париж и переехали в Тулузу, где на тот момент проживал отец Тьерри Полена. Однако отец Тьерри узнав о гомосексуальности сына впал в ярость, вследствие чего между ним и Тьерри произошёл конфликт. Он отказался предоставлять комнату для жилья Жану-Тьерри Матюрену, после чего Полен и Матюрен расстались. В середине 1985 года Тьерри Полен по совету друга предпринял попытку заняться предпринимательской деятельностью. Он планировал основать собственное кабаре трансвеститов, придумав внешний вид актёров и их сценические костюмы, но из-за недостатка материальных средств осенью 1985 года Полен отказался от этой идеи и вернулся в Париж. .

## Вторая серия убийств
С 20 декабря 1985 года по 14 июня 1986 года Тьерри Полен совершил на территории Монмартра ещё восемь убийств пожилых женщин. На месте совершения преступлений следователями были обнаружены отпечатки пальцев преступника. На основании результатов криминалистическо-дактилоскопической экспертизы, полиция установила что все убийства были совершены одним и тем же человеком, однако из-за недостаточной компьютеризации в судебной экспертизе и судебной дактилоскопии, отпечатки пальцев Тьерри Полена, которые хранились в базе данных правоохранительных органов Франции — не были использованы для сравнения с отпечатками пальцев преступника.
Осенью 1986 года Тьерри Полен был арестован по обвинению в совершении нападения на торговца наркотических средств. Он был осуждён и получил в качестве уголовного наказания 16 месяцам лишения свободы, которое он отбывал в тюрьме «Fresnes Prison». Осенью 1987 года он вышел на свободу, получив условно-досрочное освобождение. В этот период из-за ухудшения состояния здоровья он обратился в больницу, где у него диагностировали ВИЧ-инфекцию.
25 ноября 1987 года Полен убил 79-летнюю Рашель Коэн. В тот же день он совершил нападение на 87-летнюю Берту Финалтери, в ходе которого он избил её и попытался задушить. После того как женщина потеряла сознание, Полен покинул её квартиру, но Берта Финалтери сумела прийти в сознание и обратиться в полицию. Ей была оказана медицинская помощь, благодаря чему женщина выжила и в ходе разговора с представителями правоохранительных органов дала им описание внешности Тьерри, заявив что он носил обесцвеченные волосы и причёску как у легкоатлета Карла Льюиса, на основании чего был составлен фоторобот Полена. 27 ноября 1987 года Тьерри Полен задушил Женевьеву Жермон, которая стала его последней жертвой.
Убийства, совершённые Поленом, вызвали моральную панику среди жителей района Монмартр, вследствие чего расследование серии убийств взял под свой личный контроль министр внутренних дел Пьер Жокс, а полиция Парижа предприняла беспрецедентные в истории города меры по поиску и обнаружению преступника, в ходе которого были уничтожены несколько наркопритонов и арестовано несколько сотен сутенеров, наркоманов, лиц, ранее привлекавшихся к уголовной ответственности за совершение аналогичных преступлений и лиц, страдающих психическими заболеваниями.

## Арест и разоблачение
28 ноября 1987 года того же года Полен в одном из ночных клубов Парижа устроил праздник по случаю своего 24-го дня рождения, на который пригласил более 50 человек и где он потратил более 14 000 франков, используя деньги с кредитных карт, принадлежащих его жертвам, после чего он привлёк внимание полиции и за ним было установлено наблюдение. 1 декабря Полен был арестован. После двух дней содержания под стражей Полен во время допросов признался в совершении 21 убийства, дал подробные показания по каждому эпизоду и показания против Жана-Тьерри Матюрена, на основании которых он был также арестован. Полиция не смогла подтвердить как минимум три эпизода из показаний Полена, вследствие чего окончательно Тьерри Полкну были предъявлены обвинения в совершении 18 убийств, а Жану-Тьерри Матюрену в соучастии в 7 убийствах. Тьерри Полен утверждал, что совершал преступления исходя из корыстных мотивов, а жертв ограблений был вынужден убить в целях избавления от свидетелей преступлений. Он выслеживал пожилых женщин в магазинах, после чего следовал за ними до их домов, где вступал с ними в разговор и предлагал помощь, завоёвывая таким образом их доверие. Согласно утверждениям Полена, в число жертв попадали те женщины, которые в ходе разговора признавались ему в том, что проживают в одиночестве, в обратном случае, Полен оказывал им помощь, после чего уходил, не причиняя никакого вреда их здоровью. В ходе допросов Полен не выражал раскаяния в содеянном. Он заявил о том, что пребывал в тяжёлом психическом состоянии из-за осознания скорой смерти от осложнений СПИДа, вследствие чего утратил способность к сочувствию и состраданию. Во время расследования второй серии убийств, в домах убитых женщин полицией были обнаружены отпечатки пальцев, которые не принадлежали ни Тьерри Полену, ни Жану-Тьерри Матюрену. По версии следствия во время совершения второй серии убийств Полен действовал совместно с сообщником, личность которого так никогда и не была установлена. Сам Полен косвенно подтвердил наличие второго своего сообщника, но отказался назвать его имя. По версии следствия, неустановленным сообщником был один из его сводных братьев.

## Смерть
В начале 1988 года физическое состояние Тьерри Полена резко ухудшилось. Он был этапирован в тюремную больницу, где у него был диагностированы туберкулез и менингит, которые в свою очередь явились осложнениями, вызванными СПИДом. В течение года Полен, будучи практически полностью парализованным, содержался в больничном крыле тюрьмы «Fresnes Prison», где умер 16 апреля 1989 года. Единственный известный следствию сообщник Полена — Жан-Тьерри Матюрен в 1988 году был признан виновным в соучастии в 7 убийствах и в одном покушении на убийство, после чего получил в качестве уголовного наказания пожизненное лишение свободы с правом условно-досрочного освобождения. После отбытия более 21 года тюремного заключения, Жан-Тьерри Матюрен получил условно-досрочное освобождение и вышел на свободу в январе 2009 года.

## В массовой культуре
В 1994 году был снят художественный фильм «Мне не спится», основанный на серийных убийствах в Монмартре, главные роли в котором исполнили Екатерина Голубева и Ришар Курсе в роли Камиля, прототипом которого послужил Тьерри Полен.